# 東京海上控股

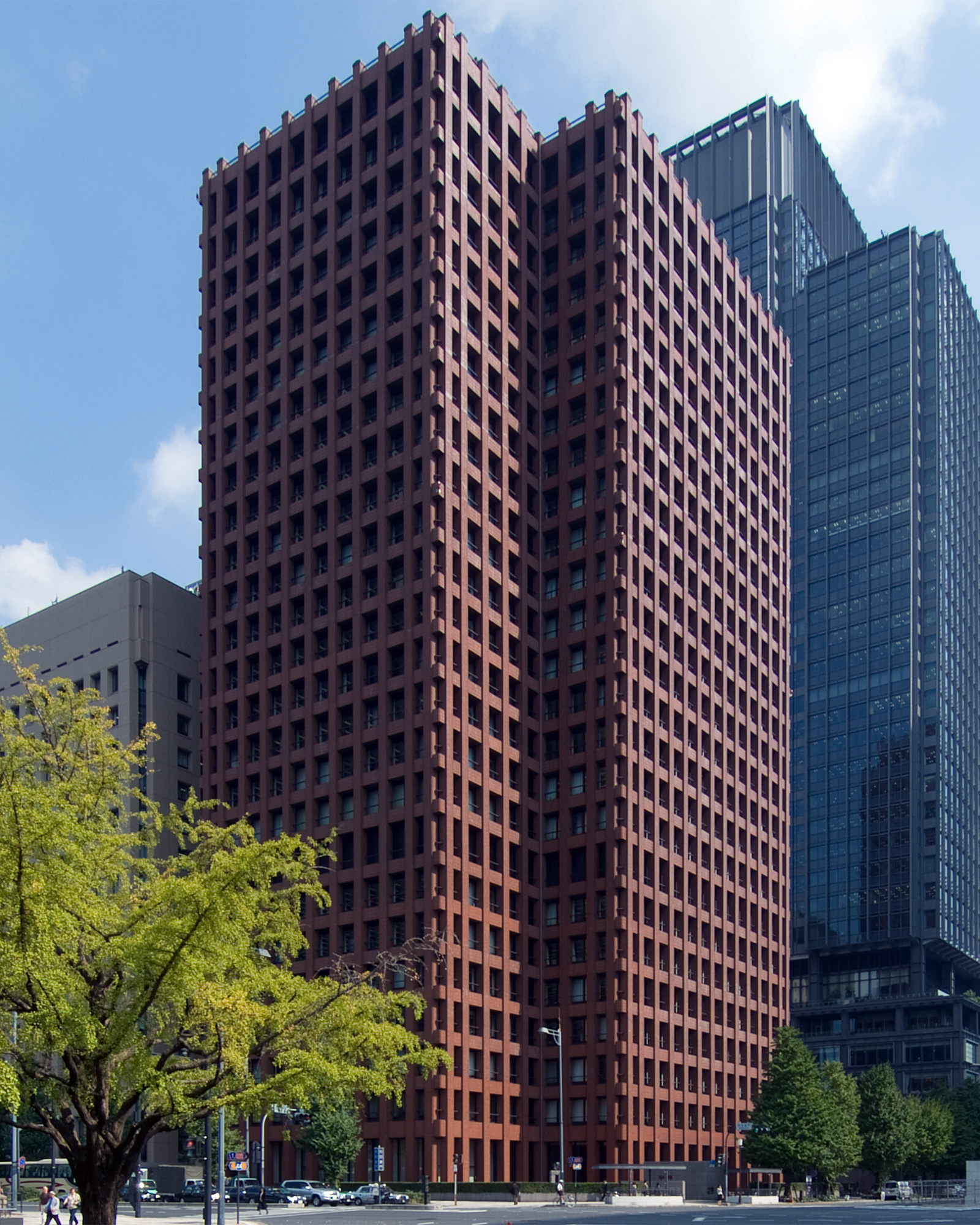
位於日本東京的東京海上控股總部大樓

東京海上控股（日语：／，英語：Tokio Marine Holdings, Inc.。東證1部：8766，Pink Sheets: TKOMY）是所屬於三菱集團的跨國保險控股公司。在2008年前為Millea控股。在營收方面是日本最大的產物、人壽保險集團，在38個國家共有29,000名員工。

## 历史
公司起源自1879年成立的東京海上保險，是日本最古老的保險公司。2002年成立Millea控股，作為東京海上保險的母公司。2015年6月10日 東京海上控股斥資75.3億美元收購美國保險公司HCC保險控股（HCC Insurance Holdings）。

## 旗下公司
財產保險事業
- 東京海上日動火災保險（日语：東京海上日動火災保険）
- 日新火災海上保險（日语：日新火災海上保険）
- E.design損害保險（日语：イーデザイン損害保険）

人壽保險事業
- 東京海上日動安心生命保險（日语：東京海上日動あんしん生命保険）

少額短期保險事業
- 東京海上Millea少額短期保險（日语：少額短期保険）
- 東京海上West少額短期保險（東京海上ウエスト少額短期保険）

保險股份有限公司
其他
- 東京海上日動安心諮詢（東京海上日動あんしんコンサルティング）
- 東京海上日動Career Service（日语：東京海上日動キャリアサービス）
- 東京海上日動Samuel（東京海上日動サミュエル）
- 東京海上日動Facilities（日语：東京海上日動ファシリティーズ）
- 東京海上日動Medical Service（日语：東京海上日動メディカルサービス）
- 東京海上日動Risk Consulting（日语：東京海上日動リスクコンサルティング）
- 東京海上不動產投資顧問（日语：東京海上不動産投資顧問）
- 東京海上Assistance（東京海上アシスタンス）
- Tokyo Marine Asia（東京海上亞洲）
- Tokyo Marine Seguradora（東京海上保險（巴西））
- 富德生命人寿保险股份有限公司9.13%
- 中盛國際保險經紀有限責任公司7.29%

## 資料來源
1. ↑  .   [2011-12-22]. （原始内容存档于2008-12-06）.

## 外部連結
- 東京海上控股 （页面存档备份，存于）（日文）
- 東京海上控股 （页面存档备份，存于）（英文）